# Семёнов, Андрей Игоревич
Андре́й И́горевич Семёнов (род. 8 июня 1992, Нелидово, Тверская область, Россия) — российский футболист, защитник «Ротора».

## Карьера

### Клубная
В 2010—2012 годах выступал за молодёжные команды московского «Локомотива» и ЦСКА. В 2012—2014 годах защищал цвета клуба «Локомотив-2». В июле 2014 года перешёл в «Сахалин». В июле 2015 года подписал контракт с клубом «Луч-Энергия». Летом 2016 года пополнил ряды «Сокола». В сезоне 2017/18 защищал цвета «Факела». В августе 2018 года перешёл в «Сызрань-2003». В феврале 2019 года подписал контракт с «Нефтехимиком». Летом 2021 года пополнил ряды «Шинника». В июле 2024 года перешёл в «Ротор».

### В сборной
В 2013—2014 годах выступал за молодёжную сборную России, в составе которой принимал участие в отборочных матчах чемпионата Европы 2015 года.

## Достижения
- Победитель 2-й группы Второй лиги: 2021/22